# Feliks Kamiński (pułkownik)

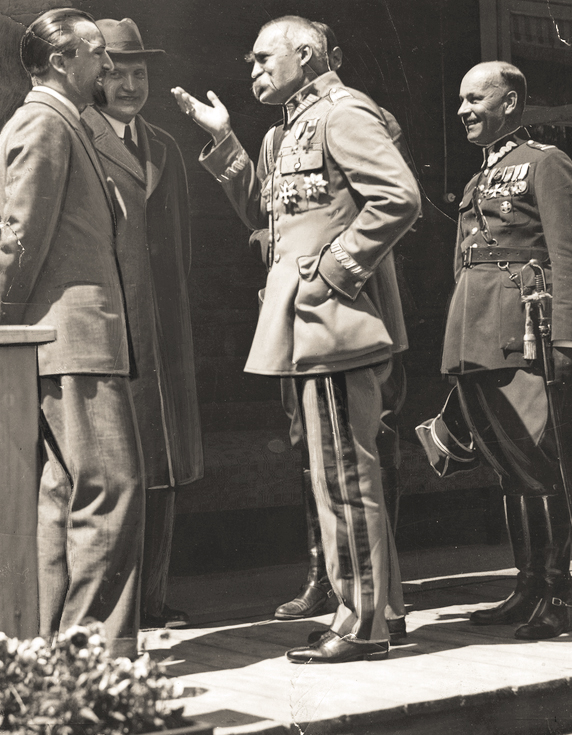
Od lewej: minister spraw zagranicznych Włoch Dino Grandi, minister spraw zagranicznych Polski August Zaleski, Marszałek Józef Piłsudski i ppłk Feliks Kamiński (11 czerwca 1930)

Feliks Stanisław Kamiński (ur. 17 kwietnia 1886 w Jaworznie, zm. wiosną 1940 w Charkowie) – pułkownik artylerii Wojska Polskiego, działacz niepodległościowy, kawaler Orderu Virtuti Militari, ofiara zbrodni katyńskiej.

## Życiorys
Syn Jana i Balbiny z Borowczyków, urodzony 17 kwietnia 1886 w Jaworznie, pow. chrzanowski. Ukończył szkołę powszechną w Jaworznie, następnie Gimnazjum św. Anny w Krakowie. Podjął studia na Uniwersytecie Jagiellońskim, początkowo na Wydziale Lekarskim, po czym przeniósł się na Wydział Filozoficzny, który ukończył w 1914.
Od 1 stycznia 1912 był członkiem Związku Strzeleckiego. Po wybuchu I wojny światowej, 8 sierpnia 1914 wstąpił do Legionów Polskich. Służył w V batalionie, a od lutego 1915 był podporucznikiem w 1 pułku artylerii. Uczestniczył we wszystkich bitwach I Brygady (nad Styrem, pod Stochodem, pod Kostiuchnówką). Po kryzysie przysięgowym, 17 września 1917 został wcielony do Armii Austro-Węgier, gdzie służył do 1918. Działał w Polskiej Organizacji Wojskowej. U kresu wojny w październiku uczestniczył w rozbrajaniu Austriaków w Krakowie.
8 stycznia 1919 został formalnie przyjęty do Wojska Polskiego z dniem 15 listopada 1918 z tymczasowym zatwierdzeniem stopnia porucznika nadanego przez generała Bolesława Roję. Najpierw pracował w Dowództwie WP w Krakowie, następnie został przydzielony do pociągu pancernego „Piłsudczyk” i Inspektoratu Artylerii w Warszawie. Służył w 2 pułku artylerii polowej Legionów, od lutego 1919 jako adiutant II Brygady Artylerii, od 6 maja 1920 dowódca I dywizjonu. Uczestniczył w wojnie polsko-bolszewickiej: w walkach o Mińsk, o Borysów, w kampanii nad Berezyną, walkach odwrotowych nad Bugiem, a także pościgowych w roku 1920. 

Za odwagę i bohaterstwo podczas ofensywy rosyjskiej z 4 lipca 1916, otrzymał 17 maja 1922 order wojskowy „Virtuti Militari" V klasy, a we wniosku o jego nadanie, napisano m.in.:

W pierwszym dniu ofensywy rosyjskiej, jako obserwator 1 baterii wytrwał przez cały dzień na punkcie obserwacyjnym w huraganowym ogniu artylerii nieprzyjaciela. Z narażeniem życia brał czynny udział w naprawie ciągle niszczonej linii telefonicznej. Doskonałe prowadzenie ognia baterii przez ppor. Kamińskiego przyczyniło się w znacznej mierze do odparcia nieprzyjaciela w tym dniu.

Wniosek ten podpisał ppłk J. M. Bolda, który scharakteryzował odznaczonego następującymi słowami:

Oficer wysoce ideowy, bardzo sumienny w pracy organizacyjnej i zahartowany w służbie frontowej.

Po zakończeniu działań wojennych pozostał w wojsku i został zweryfikowany do stopnia majora ze starszeństwem z dniem 1 czerwca 1919. Nadal służył w 2 pap Legionów w Kielcach, gdzie od 1921 był zastępcą dowódcy pułku. Od 28 maja do 9 października 1924 był odkomenderowany na kurs dowódców pułków w Toruniu.
Podczas przewrotu majowego kierując I dywizjonem pułku 13 maja 1926 udał się do stolicy, uczestniczył w walkach po stronie Marszałka Józefa Piłsudskiego, a 22 maja ta jednostka powróciła do Kielc bez odniesionych strat. W sierpniu 1926 został przeniesiony do kadry oficerów artylerii i przydzielony do Ministerstwa Spraw Wojskowych na stanowisko zastępcy szefa gabinetu Ministra Spraw Wojskowych. 12 kwietnia 1927 prezydent RP nadał mu stopień podpułkownika z dniem 1 stycznia 1927 i 17. lokatą w korpusie oficerów artylerii. Od 26 sierpnia 1930 był oficerem sztabowym do zleceń I wiceministra Spraw Wojskowych. 12 maja 1932 został mianowany dowódcą 1 pułku artylerii przeciwlotniczej w Warszawie. Od 24 lipca 1933 pełnił równocześnie obowiązki dowódcy 11 Grupy Artylerii. Na pułkownika został awansowany ze starszeństwem z 1 stycznia 1936 i 2. lokatą w korpusie oficerów artylerii. Orzeczeniem komisji wojskowo-lekarskiej przy ministrze spraw wojskowych dla wojskowych zawodowych z 14 stycznia 1936 został uznany za zupełnie i trwale niezdolnego do służby wojskowej. Z dniem 31 marca 1936 został przeniesiony w stan spoczynku.
W 1929 został prezesem Towarzystwa Przyjaciół „Miasta-Ogrodu Czerniaków”, łącząc tę funkcję z funkcją prezesa Spółdzielni Oficerskiej „Sadyba”. W 1936 został przeniesiony w stan spoczynku. Wszedł w skład zarządu Polskich Zakładów Optycznych.
Po ataku III Rzeszy na Polskę ewakuowany wraz z przedsiębiorstwem na południowy wschód. Po agresji ZSRR na Polskę z 17 września 1939, w okolicach Lwowa został wzięty do niewoli sowieckiej. Był przetrzymywany w obozie jenieckim w Starobielsku. Wiosną 1940 wraz z innymi jeńcami z tego obozu został przewieziony do Charkowa i zamordowany strzałem w tył głowy przez funkcjonariuszy Obwodowego Zarządu NKWD w Charkowie oraz pracowników NKWD przybyłych z Moskwy na mocy decyzji Biura Politycznego KC WKP(b) z 5 marca 1940. Ofiary tej zbrodni grzebano w bezimiennych mogiłach zbiorowych w Piatichatkach, gdzie od 17 czerwca 2000 mieści się oficjalnie Cmentarz Ofiar Totalitaryzmu w Charkowie. Figuruje się na Liście Starobielskiej NKWD pod pozycją 1677.
27 października 1923 ożenił się z Marią Plutyńską, z którą miał dwóch synów: Krzysztofa Huberta (ur. 1926) i Pawła Józefa (ur. 1928) oraz córkę Barbarę (ur. 1935).
Postanowieniem nr 112-48-07 Prezydenta RP Lecha Kaczyńskiego z 5 października 2007 został awansowany pośmiertnie na stopień generała brygady. Awans został ogłoszony 9 listopada 2007 w Warszawie, w trakcie uroczystości „Katyń Pamiętamy – Uczcijmy Pamięć Bohaterów”.

## Ordery i odznaczenia
- Krzyż Srebrny Orderu Wojskowego Virtuti Militari nr 5940[2] – 17 maja 1922[16][19][5]
- Krzyż Niepodległości – 6 czerwca 1931 „za pracę w dziele odzyskania niepodległości”[20]
- Krzyż Oficerski Orderu Odrodzenia Polski
- Krzyż Walecznych (czterokrotnie[a], po raz 2, 3 i 4 w 1921)[21]
- Złoty Krzyż Zasługi (17 marca 1930)[22]
- Medal Pamiątkowy za Wojnę 1918–1921
- Medal Dziesięciolecia Odzyskanej Niepodległości
- Odznaka „Znak Pancerny” – honorowo 11 listopada 1935[23]
- Odznaka „Za wierną służbę”[3]
- Wielka Wstęga Orderu Gwiazdy (Afganistan, 1934)[24]
- Komandor Orderu św. Sawy (Jugosławia, 1929)[25]
- Oficer Orderu Legii Honorowej (Francja)

## Upamiętnienie
W ramach akcji „Katyń... pamiętamy” / „Katyń... Ocalić od zapomnienia” Feliks Kamiński został uhonorowany poprzez zasadzenie Dębu Pamięci przy Szkole Podstawowej im. św. Maksymiliana Marii Kolbe w Pusznie Godowskim. Ponadto został upamiętniony na tablicy pamiątkowej przy Dębie Pamięci w Jaworznie, zbiorowo honorujących dziewięć ofiar zbrodni katyńskiej.
9 września 2017 został patronem ulicy Jaworznie w miejsce Oskara Langego.
Patron 18. Zamojskiego Pułku Przeciwlotniczego w Sitańcu.